# Juan Triviño
Juan Triviño (* Guayaquil, Provincia del Guayas, Ecuador, 3 de septiembre de 1980) es un futbolista ecuatoriano. Juega de defensa central y su equipo actual es el Guayaquil Sport Club de la Segunda Categoría de Ecuador.

## Trayectoria
Juan Triviño se inició en la LDE, donde estuvo 3 años. En 1999 llegó a Emelec y ese mismo año, el 9 de octubre, debutó ante el Club Deportivo Espoli en el empate a 2 goles en el Estadio Olímpico Atahualpa de Quito. 
Con Emelec fue campeón en los años 2001 y 2002.
El 2007 tuvo un paso por Deportivo Quito y luego volvió un año más a Emelec. En el 2009 fichó por LDU de Portoviejo, el 2010 fue a Universidad Católica de Quito y el 2011 lo contrató El Nacional.
Su Actual Club Es Liga Deportiva Estudiantil donde apoya el club en el que se inició.

## Selección nacional
Ha sido internacional con la Selección de fútbol de Ecuador en 1 ocasión. Fue el 9 de febrero de 2005 en un partido amistoso ante Chile en Viña del Mar.

## Clubes
| Club                       | País    | Año       |
| -------------------------- | ------- | --------- |
| Emelec                     | Ecuador | 1999-2006 |
| Deportivo Quito            | Ecuador | 2007      |
| Emelec                     | Ecuador | 2008      |
| LDU de Portoviejo          | Ecuador | 2009      |
| Universidad Católica       | Ecuador | 2010      |
| El Nacional                | Ecuador | 2011-2012 |
| Liga Deportiva Estudiantil | Ecuador | 2013      |
| Aucas                      | Ecuador | 2013      |
| Deportivo Azogues          | Ecuador | 2014      |
| Deportivo Calceta          | Ecuador | 2015      |
| Guayaquil SC               | Ecuador | 2016 -    |

## Palmarés

### Campeonatos nacionales
| Título                 | Club   | País    | Año  |
| ---------------------- | ------ | ------- | ---- |
| Campeonato Ecuatoriano | Emelec | Ecuador | 2001 |
| Campeonato Ecuatoriano | Emelec | Ecuador | 2002 |